# Cova de Bacho Kiro
La cova de Bacho Kiro (en búlgar: пещера Бачо Киро) és un jaciment arqueològic en una sèrie de galeries i passadissos subterranis descoberts el 1890. És a 5 km a l'oest de la ciutat de Drianovo, Bulgària, i a només 300 m del monestir de Drianovo. Al jaciment es feren excavacions a partir del 1970, que van permetre des de 1982 trobar les restes d'homo sapiens més antigues del Paleolític superior d'Europa.

## Característiques de la cova
La cova és un laberint de quatre pisos de galeries i passadissos amb una longitud total de 3.600 m. Un riu subterrani ha llaurat les galeries que contenen moltes formacions d'espeleotemes, com estalactites i estalagmites de gran bellesa. Algunes formacions han estat anomenades com: Tron de Bacho Kiro, Els Nans, La Princesa dorment, El Saló del tron, El Saló de recepcions, El Lloc de trobada Haidouti, La Font i l'Altar de sacrificis, etc.

## Jaciment arqueològic
Es van recuperar restes òssies de cinc humans: un queixal molar inferior trobat a la part superior de la capa J i quatre fragments d'os, associats a un conjunt d'artefactes, datats directament per radiocarboni entre 45930 i 42580 anys ae; un fragment d'os trobat en la capa B i un altre trobat en les excavacions en la dècada del 1970 en una posició corresponent a la interfície de les capes B i C. Els dos últims fragments d'os es dataren del 36320 a 35600 i 35290–34610 ae, respectivament.
Hi ha hagut debat sobre si aquests primers humans eren sapiens o neandertals, fins que l'anàlisi morfològica de la dent i la identificació de l'ADN mitocondrial d'aquest i de fragments ossis establí que les restes eren d'H. sapiens. L'anàlisi genètica identificà els haplogrups d'ADN mitocondrial humà de cinc mostres: el molar i un dels fragments més antics s'identificaren amb l'haplogrup M, en dos fragments se'n determinà el N, en una mostra s'identificà l'haplogrup R (ADNmt) i en una altra l'U8. Quant als haplogrups del cromosoma Y humà, el molar té un llinatge basal de l'haplogrup F, mentre que dos fragments en porten el C1, estranys en els humans actuals i s'han trobat en baixes freqüències en habitants d'Àsia sud-oriental continental i el Japó.
A més a més, la seqüenciació del genoma establí que l'individu al qual pertangué el molar tenia avantpassats neandertals menys de sis generacions enrere, i altres dos individus set generacions abans, la qual cosa confirma que els primers humans moderns europeus es barrejaren amb els neandertals.